# John Cornewall, 1. Baron Fanhope

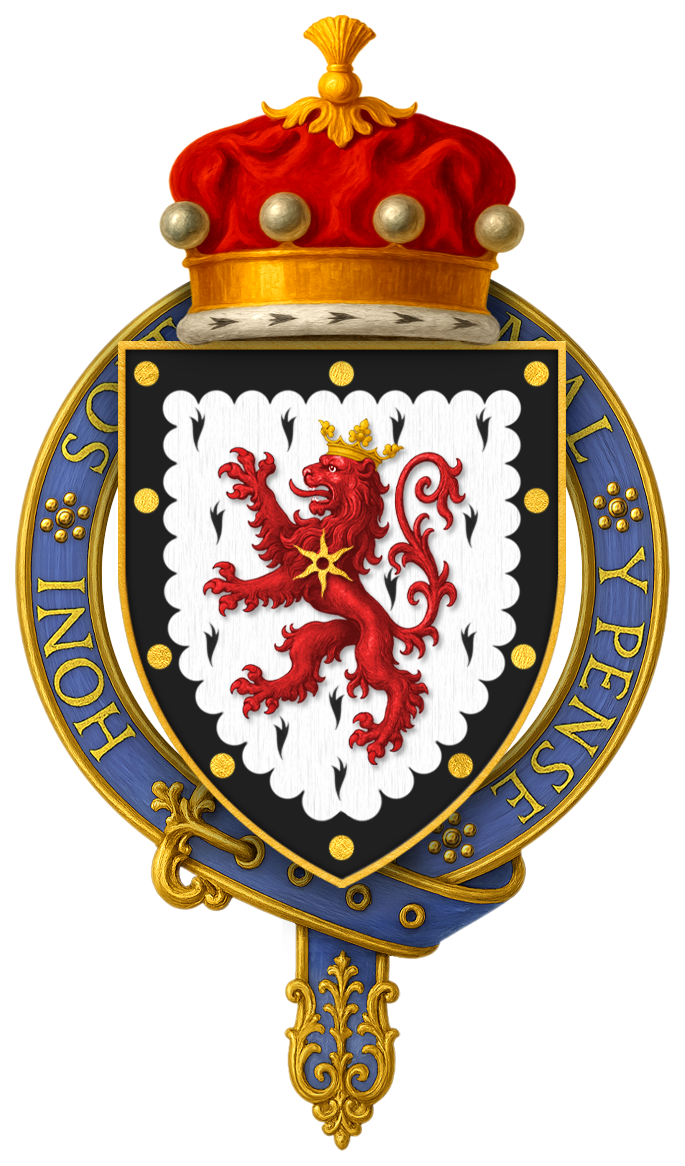
Wappen von John Cornewall, 1. Baron Fanhope

John Cornewall, 1. Baron Fanhope KG (auch John Cornwall; genannt Green Cornewall) (* vor 1375; † 11. Dezember 1443) war ein englischer Adliger und Militär.

## Herkunft
John Cornewall war der älteste Sohn seines gleichnamigen Vaters Sir John Cornewall († um 1392), der der dritte Sohn von Sir Geoffrey Cornewall aus Burford in Shropshire war. Seine Mutter soll eine Nichte von Herzog Johann V. von der Bretagne gewesen sein, in dessen Dienst sein Vater dann lange gestanden hat. Cornewalls Geburtsjahr ist unbekannt, doch es ist unwahrscheinlich, dass er nach der Mitte der 1370er Jahre geboren wurde. Der Überlieferung nach soll er an Bord eines Schiffes in der Bucht von St Michael’s Mount an der Südküste von Cornwall geboren worden sein, als seine Mutter von einem Besuch in der Bretagne nach England zurückkehrte. Vermutlich wegen seiner Geburt auf See wurde er deshalb auch Green Cornewall genannt.

## Dienst unter Richard II.
Um 1392 erbte Cornewall den Besitz seines Vaters, der jedoch als jüngerer Sohn keinen größeren Landbesitz besessen hatte. Wie sein Vater versuchte er deshalb, als Militär Karriere zu machen. Er gehörte als Ritter zum Gefolge von König Richard II., als dieser 1396 den französischen König Karl VI. in Ardres traf. Richard II. belohnte seinen Dienst mit einer großzügigen jährlichen Zahlung von 190 Mark. Dazu durfte Cornewall Philippa, die Witwe von Sir Richard Cergeaux aus Colquite in Cornwall heiraten. Als Witwe besaß seine Frau aus den Besitzungen ihres Mannes ein Wittum zur lebenslangen Nutzung erhalten, dazu übertrug der König Cornewall die Verwaltung der übrigen Besitzungen von Cergeaux, solange dessen Erbe noch minderjährig war. 1399 nahm Cornewall am zweiten Feldzug von Richard II. nach Irland teil, während dessen Henry Bolingbroke nach England zurückkehrte, den König stürzte und schließlich als Heinrich IV. neuer König wurde.

## Aufstieg durch die Heirat mit Elizabeth of Lancaster
Bereits in den 1390er Jahren hatte Cornewall von John of Gaunt, dem Vater von Henry Bolingbroke, eine jährliche Pension von 40 Mark erhalten. Dies sorgte wohl mit dafür, dass Cornewall auch die Gunst von Heinrich IV. genoss, obwohl er zuvor erheblich von der Gunst des abgesetzten Richard II. profitiert hatte. Nach dem Tod seiner ersten Frau 1399 verlor er den Anspruch auf die Verwaltung der Ländereien ihres Wittums in Cornwall. Im Juli 1400 erregte angeblich der erfolgreiche Turnierkämpfer Cornewall bei einem Turnier in York die Aufmerksamkeit von Elizabeth of Lancaster, der verwitweten Schwester des Königs. Bereits wenig später durfte Cornewall sie heiraten, was als Heirat eines kleinen Ritters mit der Schwester des Königs für erhebliches Aufsehen sorgte. Dennoch genoss das Paar weiterhin die Gunst des Königs. Da Elizabeth von ihrem Bruder eine jährliche Pension von 1000 Mark erhielt, war Cornewall nun ein wohlhabender Mann. Während des ersten Parlaments von 1404 beantragte er dazu erfolgreich für seine Frau ein Wittum aus den früheren, beschlagnahmten Gütern ihres ersten Mannes John Holland, 1. Earl of Huntingdon. Bei der Taufe von John, dem ersten Sohn von Cornewall und Elizabeth am 15. Februar 1405 war der König Pate. Für den Fall, dass seine Frau vor ihm sterben würde, sicherte der König Cornewall 1409 eine jährliche Pension von 400 Mark aus den Gütern ihres ersten Mannes zu.

## Dienst als Militär für Heinrich IV. und Heinrich V.
Cornewall nahm an mehreren Feldzügen des Königs zur Niederschlagung der Rebellion von Owain Glyndŵr in Wales sowie nach Schottland teil. Für seine Verdienste wurde er 1410 in den Hosenbandorden aufgenommen. 1412 gehörte er während des Hundertjährigen Kriegs zu den Kommandanten des von Thomas, Duke of Clarence geführten Feldzugs nach Frankreich. Als der neue König Heinrich V. wenig später selbst einen Feldzug zur Eroberung der Normandie unternahm, gehörte Cornewall zu den führenden englischen Kommandanten. Er nahm an der Schlacht von Azincourt teil, in der er Louis I. de Bourbon, comte de Vendôme gefangen nehmen konnte. Im weiteren Kriegsverlauf gerieten während der nächsten Jahre noch weitere französische Adlige in seine Gewalt, für deren Freilassung er erhebliche Lösegelder erhielt. Dazu kaufte er anderen Engländern ihre Gefangenen ab und erwarb so deren Lösegeldansprüche. Als jedoch sein einziger ehelicher Sohn während der Belagerung von Meaux 1421 getötet wurde, beendete Cornewall seinen Militärdienst.

## Späteres Leben
Auch nach dem Tod seiner Frau im November 1425 und dem damit verbundenen Wegfall ihrer Pension blieb Cornewall ein wohlhabender Mann. Er hatte die Gelder aus ihrer Pension, die Lösegelder und die Gunst des Königs genutzt, um einen stattlichen Landbesitz zu erwerben. Vor 1424 hatte er von Eleanor, der Witwe von Almaric St Amand, 3. Baron St Amand, die Herrschaft Ampthill in Bedfordshire gekauft. Dort ließ er Amphthill Castle errichten. Die als prächtig beschriebene Burg muss bereits Ende 1429 bewohnbar gewesen sein, denn ab diesem Zeitpunkt bis August 1432 diente sie dem Herzog von Orléans, einem der höchstrangigen französischen Gefangenen, als Aufenthaltsort. Im Juli 1432 wurde Cornewalls langjähriger Dienst für das Haus Lancaster mit der Erhebung zum Baron Fanhope belohnt. Sein Titel wurde nach einem Gut in Herefordshire benannt, das Cornewall von den Erben von John Chandos gekauft hatte. Cornewall hatte das Gut wohl vor allem deshalb erworben, weil er gehofft hatte, als Besitzer des Gutes wie früher Angehörige der Familie Chandos zu den Parlamenten berufen zu werden. 1436 wird Cornewall noch einmal als Militär in Calais erwähnt, doch seine letzten Jahre verliefen politisch ohne große Ereignisse. In Bedfordshire kam es jedoch zu einer Fehde zwischen ihm und Reginald Grey, 3. Baron Grey de Ruthin, dem führenden Magnaten der Grafschaft. Dieser Konflikt um die Gerichtshoheit führte am 12. Januar 1439 zu einer bewaffneten Auseinandersetzung in Bedford, bei der achtzehn Männer getötet wurden. Im Juli 1441 gehörte Fanhope dem Ausschuss erneut, der die Vorwürfe gegen Eleanor Cobham wegen Hexerei überprüfte.
Nach seinem Tod wurde Cornewall nicht neben seiner zweiten Ehefrau Elizabeth in der Pfarrkirche seines Wohnsitzes Burford in Shropshire, sondern in der von ihm gestifteten Kapelle des Friedhofs der Dominikanerniederlassung nahe dem Ludgate in London beigesetzt. Aus seiner Ehe mit Philippa Arundel hatte er keine Kinder, aus seiner Ehe mit Elizabeth of Lancaster hatte er mindestens zwei Kinder gehabt:
- Constance († vor 1429)
- John Cornwall (1405–1421)

Seine Tochter war bereits als Kind mit John FitzAlan, 14. Earl of Arundel verlobt worden, war jedoch noch vor der Hochzeit gestorben. Da Cornewall somit ohne eheliche Nachkommen starb, erlosch mit seinem Tod sein Titel. Seinen beiden unehelichen Söhnen hinterließ er 800 Mark, während sein Besitz um Ampthill an seinen Freund Ralph Cromwell verkauft wurde. Dieser zahlte für Ampthill 5000 Mark, womit er einen Nachlass von £ 1000 auf den Marktpreis erhalten haben soll.